# Montmaurin (Puèi Domat)
Montmorin és un municipi francès situat al departament del Puèi Domat i a la regió d'Alvèrnia-Roine-Alps. L'any 2007 tenia 562 habitants.

## Demografia

### Població
El 2007 la població de fet de Montmorin era de 562 persones. Hi havia 228 famílies de les quals 68 eren unipersonals (36 homes vivint sols i 32 dones vivint soles), 64 parelles sense fills, 84 parelles amb fills i 12 famílies monoparentals amb fills.
La població ha evolucionat segons el següent gràfic:
Habitants censats

### Habitatges
El 2007 hi havia 307 habitatges, 241 eren l'habitatge principal de la família, 31 eren segones residències i 35 estaven desocupats. 300 eren cases i 6 eren apartaments. Dels 241 habitatges principals, 210 estaven ocupats pels seus propietaris, 25 estaven llogats i ocupats pels llogaters i 6 estaven cedits a títol gratuït; 15 tenien dues cambres, 51 en tenien tres, 72 en tenien quatre i 103 en tenien cinc o més. 186 habitatges disposaven pel capbaix d'una plaça de pàrquing. A 91 habitatges hi havia un automòbil i a 134 n'hi havia dos o més.

### Piràmide de població
La piràmide de població per edats i sexe el 2009 era:
| Homes | Edats   | Dones |
| ----- | ------- | ----- |
| 0     | 95 o +  | 0     |
| 4     | 90 a 94 | 0     |
| 0     | 85 a 89 | 4     |
| 0     | 80 a 84 | 0     |
| 0     | 75 a 79 | 4     |
| 12    | 70 a 74 | 12    |
| 20    | 65 a 69 | 8     |
| 16    | 60 a 64 | 16    |
| 16    | 55 a 59 | 12    |
| 16    | 50 a 54 | 12    |
| 24    | 45 a 49 | 12    |
| 44    | 40 a 44 | 48    |
| 20    | 35 a 39 | 24    |
| 16    | 30 a 34 | 8     |
| 8     | 25 a 29 | 8     |
| 12    | 20 a 24 | 16    |
| 28    | 15 a 19 | 16    |
| 28    | 10 a 14 | 20    |
| 12    | 5 a 9   | 16    |
| 16    | 0 a 4   | 8     |

## Economia
El 2007 la població en edat de treballar era de 381 persones, 293 eren actives i 88 eren inactives. De les 293 persones actives 278 estaven ocupades (151 homes i 127 dones) i 15 estaven aturades (8 homes i 7 dones). De les 88 persones inactives 35 estaven jubilades, 30 estaven estudiant i 23 estaven classificades com a «altres inactius».

### Ingressos
El 2009 a Montmorin hi havia 257 unitats fiscals que integraven 616,5 persones, la mediana anual d'ingressos fiscals per persona era de 19.596 €.

### Activitats econòmiques
Dels 13 establiments que hi havia el 2007, 2 eren d'empreses de fabricació d'altres productes industrials, 4 d'empreses de construcció, 1 d'una empresa de comerç i reparació d'automòbils, 1 d'una empresa de transport, 1 d'una empresa immobiliària, 2 d'empreses de serveis i 2 d'empreses classificades com a «altres activitats de serveis».
Dels 5 establiments de servei als particulars que hi havia el 2009, 1 era un taller de reparació d'automòbils i de material agrícola, 1 paleta, 1 guixaire pintor, 1 fusteria i 1 perruqueria.
L'any 2000 a Montmorin hi havia 21 explotacions agrícoles que ocupaven un total de 608 hectàrees.

## Equipaments sanitaris i escolars
El 2009 hi havia una escola elemental integrada dins d'un grup escolar amb les comunes properes formant una escola dispersa.

## Poblacions més properes
El següent diagrama mostra les poblacions més properes.